# Plain-Chant
Pour les articles homonymes, voir Plain-chant (homonymie).
Plain-Chant est une série d'émissions littéraires à la télévision française, dont chacun des épisodes est consacré à un poète ou un écrivain. Elle a été imaginée par Hélène Martin, auteure-compositrice-interprète et femme de télévision. Elle était diffusée dans les années 1970 sur la deuxième chaîne de l'ORTF.
Le titre Plain-Chant se réfère au style de chant et à la technique vocale d'Hélène Martin. Il a été choisi par Louis Aragon, premier invité.

## Production
Hélène Marti imaginait « chaque émission comme une “petite dramatique”, afin de retenir l'intérêt du téléspectateur qui n'est pas forcément, au départ, fanatique de poésie ».
La préparation d'une émission nécessitait plusieurs mois de travail, au cours desquels sont parfois nées des tensions entre les réalisateurs et Hélène Martin, perfectionniste et qui aurait souhaité réaliser elle-même.
Lorsqu'ils étaient encore vivants au moment où ces émissions leur ont été consacrées, les poètes y ont participé diversement. Ainsi Queneau, après une scène dans son bureau où Hélène Martin lui a présenté le scénario de l'émission, n'a pas souhaité intervenir davantage, incrédule quant au choix des textes et à leur mise en musique. D'autres poètes ont davantage collaboré, répondant aux questions d'Hélène Martin et lisant leurs textes. Enfin certains se sont particulièrement impliqués, comme Aragon qui en a profité pour faire ses adieux à la télévision, et s'est immiscé dans les choix de réalisation en demandant à être filmé à contre-jour, ; ou Soupault qui a accepté de jouer le jeu d'une mise en scène télévisuelle pendant qu'un comédien lisait un de ses textes.
Les émissions reçoivent un bon retour par le courrier des téléspectateurs.

## Liste des émissions
Les auteurs auxquels les émissions sont consacrées sont tous français, à l'exception de Whitman, Brecht et Kafka.
| Auteur mis à l'honneur | Titre                          | Date de diffusion |        | Réalisateur        |        | Intervenants (outre Hélène Martin et l'auteur mis à l'honneur)                                              | INA   |
| ---------------------- | ------------------------------ | ----------------- | ------ | ------------------ | ------ | --- | ----- |
| Louis Aragon           | Le Chemin des oiseaux          | 20 décembre 1970  | [ α ]  | Michel Huillard    |        | Jean Ferrat, Jean-François Calvé. Musiciens : Guy Boulanger, Jean-Claude Fohrenbach, Christian Lété         | [ a ] |
| Raymond Queneau        | Si tu t'imagines               | 24 janvier 1971   | [ 6 ]  | Jean Archimbaud    | [ 6 ]  | Olivier Hussenot, Stéphane Béranger. Musiciens : Roger Chaput, Guy Boulanger, Léo Petit, Jean-François Gaël | [ b ] |
| Pierre Seghers         | Le Beau Travail                | 31 mai 1971       | [ 6 ]  | Jean Archimbaud    | [ 6 ]  | Bachir Touré. Musiciens : Jean-François Gaël, Teddy Lasry, Pierre Buffenoir, Serge Biondy                   | [ c ] |
| Jacques Prévert        | En sortant de l'école          | 20 juin 1971      | [ 6 ]  | Jean Archimbaud    | [ 6 ]  | Mouloudji, Cora Vaucaire. Musiciens : Claude Thomain, Pierre Buffenoir, Gérard Huriaux                      | [ d ] |
| René Char              | Fureur et Mystère              | 26 juillet 1971   |        | Édouard Kneusé     |        | Catherine Sauvage, Victor Lanoux. Musiciens : Jean-François Gaël, Teddy Lasry                               | [ e ] |
| René de Obaldia        | Innocentines                   | 10 octobre 1971   |        | Bernard d'Abrigeon |        | | [ f ] |
| Jean Giono             | Le Triomphe de la vie          | 14 novembre 1971  | [ 7 ]  | Philippe Laïk      |        | | [ g ] |
| Pierre Mac Orlan       | Chansons pour accordéon        | 23 janvier 1972   | [ β ]  | Alain Dhénaut      |        | Maurice Barrier                                                                                             | [ h ] |
| Louise Labé            | L'Amour présent                | 26 mars 1972      |        | Michel Huillard    |        | | [ i ] |
| Jean Tardieu           | Monsieur, Monsieur             | 21 mai 1972       | [ 8 ]  | Franco Contini     |        | | [ j ] |
| Max Jacob              | Le Cornet à dés                | 25 juin 1972      |        | Nat Lilenstein     |        | | [ k ] |
| Jules Supervielle      | Ciel et Terre                  | 17 septembre 1972 | [ γ ]  | Pierre Philippe    |        | | [ l ] |
| Philippe Soupault      | Chansons                       | 3 décembre 1972   |        | Jean-Roger Cadet   |        | | [ m ] |
| François Villon        | Belle Leçon aux enfants perdus | 1973              |        | Nat Lilenstein     |        | | [ n ] |
| Colette                | Colette et Sido                | 20 mai 1973       |        | José-Maria Berzosa |        | | [ o ] |
| Jacques Audiberti      | Ange aux entrailles            | 15 juillet 1973   |        | Jacques Audoir     |        | | [ p ] |
| Eugène Guillevic       | Avec                           | 2 septembre 1973  |        | Frédérique Mani    |        | | [ q ] |
| Walt Whitman           | Feuilles d'herbe               | 24 mars 1974      |        | Pierre Philippe    |        | | [ r ] |
| Paul Géraldy           | Toi et moi                     | 8 mai 1974        |        | Pierre Philippe    |        | | [ s ] |
| Bertolt Brecht         | Chanter Brecht                 | 1er janvier 1975  |        | Pierre Philippe    |        | | [ t ] |
| Franz Kafka            | La Lettre au père              | 24 février 1975   |        | Nat Lilenstein     |        | | [ u ] |
| Lucienne Desnoues      | Mes amis, mes amours           | 23 mars 1975      | [ 9 ]  | Alain Dhénaut      |        | | [ v ] |
| Jean Genet             | Saint, martyr et poète         | 7 juillet 1975    | [ 10 ] | Guy Gilles         | [ 10 ] | | [ w ] |

## Sources
- Série Plain-Chant : 22 émissions pour la télévision sur les poètes et écrivains, sur le site d'Hélène Martin.
- (en) Plain-chant: Episode guide - Season 1 (21 émissions) et Unknwon Season (3 émissions), sur l'Internet Movie Database.